# CRフィーバー銀牙伝説WEED
『CRフィーバー銀牙伝説WEED』（シーアールフィーバーぎんがでんせつウィード）は、SANKYOより2009年4月に発売及び導入されたデジパチタイプのパチンコ。

## 概要
1999年より『週刊漫画ゴラク』（日本文芸社）にて連載され、2005年にはテレビアニメ化もされた高橋よしひろの漫画『銀牙伝説WEED』とのタイアップ機である。

## スペック
CRフィーバー銀牙伝説WEED MFR
- 大当たり確率（低確率）：1/299.3
- 大当たり確率（高確率）：1/29.9
- 確変割合：70%（2Rも含む）
- ラウンド振り分け：

[ヘソ入賞時]
14R確変：15%
12R確変：5%
12R確変(潜伏)：40%
突然確変：10%
12R通常：30%
[電チュー入賞時]
14R確変：65%
14R確変(潜伏)：5%
14R通常：30%
- ラウンド数：2or12or14ラウンド
- 時短：通常大当たり終了後20回or40回or60回

## モード紹介
- 通常モード

通常時は「寿沢」「二子峠」の背景が季節変化を伴ってランダムに移行して展開していく。
- 牙城奪還モード

「7」絵柄での大当たりで移行するバトルモードで、電チューサポートの発生する確変確定モード。
- 牙城豪雪モード

「7」絵柄以外の大当たりを引くと移行する時短モードで、内部確変の可能性がある。
20回転ごとに継続抽選があり、内部確変状態の場合は61回転目に牙城奪還モードへ移行することも。
ただし通常時は40％の確率で時短が終わった後は確変が潜伏するので、見た目で潜伏確変かどうか判別するのは難しい。

## 予告演出
- ステップアップ予告

葉が舞うアクションから始まるステップアップ予告で、ステップ2以降はキャラクターが次々に登場する。
ステップ4で3キャラが揃い、ステップ5ではウィードや法玄が出現し激アツとなる。
最初に舞う葉が桜の場合はステップに関係なく激アツとなる。
通常の奥羽軍ver.とチャンスアップの法玄軍ver.、激アツの銀世代ver.が存在する。
- 会話予告

キャラクター同士の会話で展開する予告アクションで、フレームの色が金色ならチャンスアップ。
会話の内容にも注目。
- 掛け軸予告

掛軸が出現したらボタンプッシュで中を確認できる。書かれている内容で信頼度などが変化する。
赤掛軸ならチャンスアップで桜柄掛け軸なら激アツとなる。
- 前兆予告

保留先読みの予告アクションで、保留のランプが緑色やサクラなどに変化したり、
背景変化の炎予告などと連動して連続変動するチャンス予告。
炎予告は連続するほどチャンスとなり、炎が桜柄だと激アツ。
- スベリ予告

爪で絵柄を変動させるパターンや、ウィード役モノ連動のパターンなどで絵柄がスベったらリーチ発展のチャンスとなる。
- ウィードあおり予告

「7」絵柄停止時にあおりが発生したらリーチ成立に期待。
リーチに発展すればチャンスアップで「VS法玄リーチ」へと発展する。
- ウィード咆哮予告

ウィードの咆哮にあわせて絵柄が変動していく疑似連続予告アクション。
ウィードが中央に停止すれば大チャンスとなる。「ウィード系SPリーチ」へと発展する。
1・2回目まではガセがある。
- 哲心勧誘予告

哲心を仲間として誘うシーンが展開するムービー予告。
哲心の勧誘に成功すれば「哲心系リーチ」か「VS法玄リーチ」へと発展する。
- 次回予告

次回予告のムービーで展開する予告アクション。
最後に表示されるタイトルに対応するリーチアクションへと発展する。
文字やバックが赤色はチャンスアップ、桜柄は激アツとなる。
- タイトル予告

画面が暗転し、様々なタイトルが出現する予告アクション。
通常は青文字だが、赤文字で出現すればチャンスアップで桜柄で激アツとなる。
- 氷壁予告

変動開始時に氷壁が出現する。ボタン連打で氷壁を打ち砕けば激アツとなる。
- 名ゼリフ予告

リーチ成立後に発生する予告で、奥羽軍の精鋭たちの名ゼリフがカットインする激アツ予告。
- ウィード役物予告

リーチ後、ウィード役物が振動し、落下すればSPリーチ確定で激アツ。
- 抜刀牙役物予告

液晶左上から抜刀牙役物が出現すればSPリーチ確定で激アツ。